# ФК Њујорк Сити
ФК Њујорк Сити (енгл. New York City FC) је амерички фудбалски клуб из Њујорка. Наступа у Источној конференцији МЛС лиге. 